# FC Ocean Kerch
El FC Ocean Kerch (en ruso: Футбольный клуб «Океан» (Керчь)) es un equipo de fútbol de Crimea que juega en la Liga Premier de Crimea.

## Historia
Fue fundado en el año 1938 en la ciudad de Kerch con el nombre Stal como un equipo aficionado. En 1955 el club es refundado como Metallurg luego de que la península de Crimea fuera traspasada de Ucrania a la Unión Soviética, pero fue hasta 1962 que pasó a ser un equipo profesional, compitiendo en la Liga Soviética de Ucrania perteneciente a la Segunda Liga Soviética hasta que el club fue disuelto en 1970.
El club es refundado nuevamente en 1976 como parte del proceso de disolución de la Unión Soviética y tras la independencia de Ucrania el club pasa a llamarse Voikovets y al año siguiente Metalurh hasta que el club desaparece en 1997 luego de perder la licencia como equip profesional.
En 2010 el club vuelve a ser refundado y luego de la anexión de Crimea y Sebastopol a Rusia en 2014, el club participaba en los torneos de Rusia, aunque el 22 de agosto del mismo año la UEFA determinó que los partidos de los equipos de Crimea en Rusia no eran reconocidos de manera oficial hasta nueva aviso.
El 4 de diciembre de 2014 la UEFA le prohíbe a los equipos de Crimea participar en los torneos de fútbol de Rusia, por lo que se anunció la creación de la Liga Premier de Crimea que se espera sea reconocida por la UEFA, siendo el FC Ocean Kerch uno de los equipos fundadores de la liga en la temporada 2015/16.

## Palmarés
- Ukrainian Football Amateur Association (1): 1995–96
- Campeonato de Crimea (7): 1949, 1950, 1954, 1956, 1960, 1962, 1995/96

## Jugadores

### Jugadores destacados
- Anatoliy Kroshchenko